# パーフェクトイド空間
数学のパーフェクトイド空間（パーフェクトイドくうかん、英: perfectoid space）とは、p 進数体に代表される混標数の体の上での数論幾何学の研究に用いられる、アディック空間の一種である。
パーフェクトイド体とは、階数（高さともいう）1の非離散付値から誘導された位相を持つ完備な位相体 K であって、K°/p 上のフロベニウス自己準同型 Φ が全射であるもののことである。ここで K° は冪有界元全体のなす環である。
パーフェクトイド空間は混標数の状況を等標数の状況と比較するために用いられる。またこのことを目的として創始された。この比較を数学的に行うための技術的な道具立てが傾同値と概純定理である。ペーター・ショルツェによって2012年に創始された。

## 傾同値
任意のパーフェクトイド体 K に対して、チルト（tilt）と呼ばれる有限な標数 p のパーフェクトイド体 K♭ が定まる。集合としては、これは次の式
{\displaystyle K^{\flat }=\varprojlim _{x\mapsto x^{p}}K}
で定義される。つまり、K
の元の無限列
(x0, x1, x2, ...)
であって
xi  = xp
i+1
を満たすもの全体が
K♭
である。K♭
の乗法は項別に定義されるが、加法の定義の仕方は複雑である。K
の標数が有限であれば
K ≅ K♭
が成り立つ。K が
{\displaystyle \mathbb {Q} _{p}(p^{1/p^{\infty }})}
の
p 進完備化であれば、K♭
は
{\displaystyle \mathbb {F} _{p}((t))(t^{1/p^{\infty }})}
の t 進完備化である。
パーフェクトイド体 K 上のパーフェクトイド代数やパーフェクトイド空間とは、おおまかにいって体上の代数やスキームの類似物である。チルトを取る操作はこれらにも拡張される。パーフェクトイド体
K 上のパーフェクトイド空間 X に対して、K♭
上のパーフェクトイド空間
X♭
を定めることができる。傾同値（tilting equivalence）とは、チルトを取る関手 (-)♭ は
K
上のパーフェクトイド空間の圏と
K♭
上のパーフェクトイド空間の圏の間の圏同値を誘導するという定理である。同型ではないパーフェクトイド体がチルトを取ると同型な有限標数のパーフェクトイド体になることがある。その場合、それらの上のパーフェクトイド空間の圏は同値になることもこの定理は意味している。

### 概純定理
射の性質の中にはこの圏同値で保たれるものがある。スキームの射の性質の多くはアディック空間の射に対しても同様のものが定義される。パーフェクトイド空間に対する概純定理（almost purity theorem）とは、有限エタール射に関連するもので、p 進ホッジ理論におけるファルティングスの概純定理の一般化である。定理の名前が暗示しているように、証明には概数学が用いられる。また、古典的な分岐跡の純性とも間接的にではあるが関係している。
K をパーフェクトイド体とする。概純定理とは次の2つの主張のことである。
- X → Y が K 上のアディック空間の有限エタール射で Y がパーフェクトイドだったとする。このとき、X もパーフェクトイドである。

- K 上のパーフェクトイド空間の射 X → Y が有限エタールであることと、そのチルト X♭ → Y♭ が K♭ 上有限エタールであることは同値である。

体の場合の有限エタール写像とは有限次分離拡大のことなので、任意のパーフェクトイド体 K に対して K の絶対ガロア群と K♭ のそれは同型であることを概純定理は意味する。